# Francesco D'Alberti di Villanova
Francesco d'Alberti di Villanova, né le 21 septembre 1737 à Nice (alors comté de Nice du royaume de Sardaigne) et mort le 15 décembre 1801 à Lucques, est un lexicographe italien.

## Œuvres
On lui doit un dictionnaire français-italien et italien-français (1777), très usité au XVIIIe siècle et qui éclipsera alors tous les autres, ainsi que d'un Dizionario universale critico ed enciclopedico della lingua italiana (1797-1805)